# Richtlinie (EU) 2019/790 (Urheberrecht im digitalen Binnenmarkt)

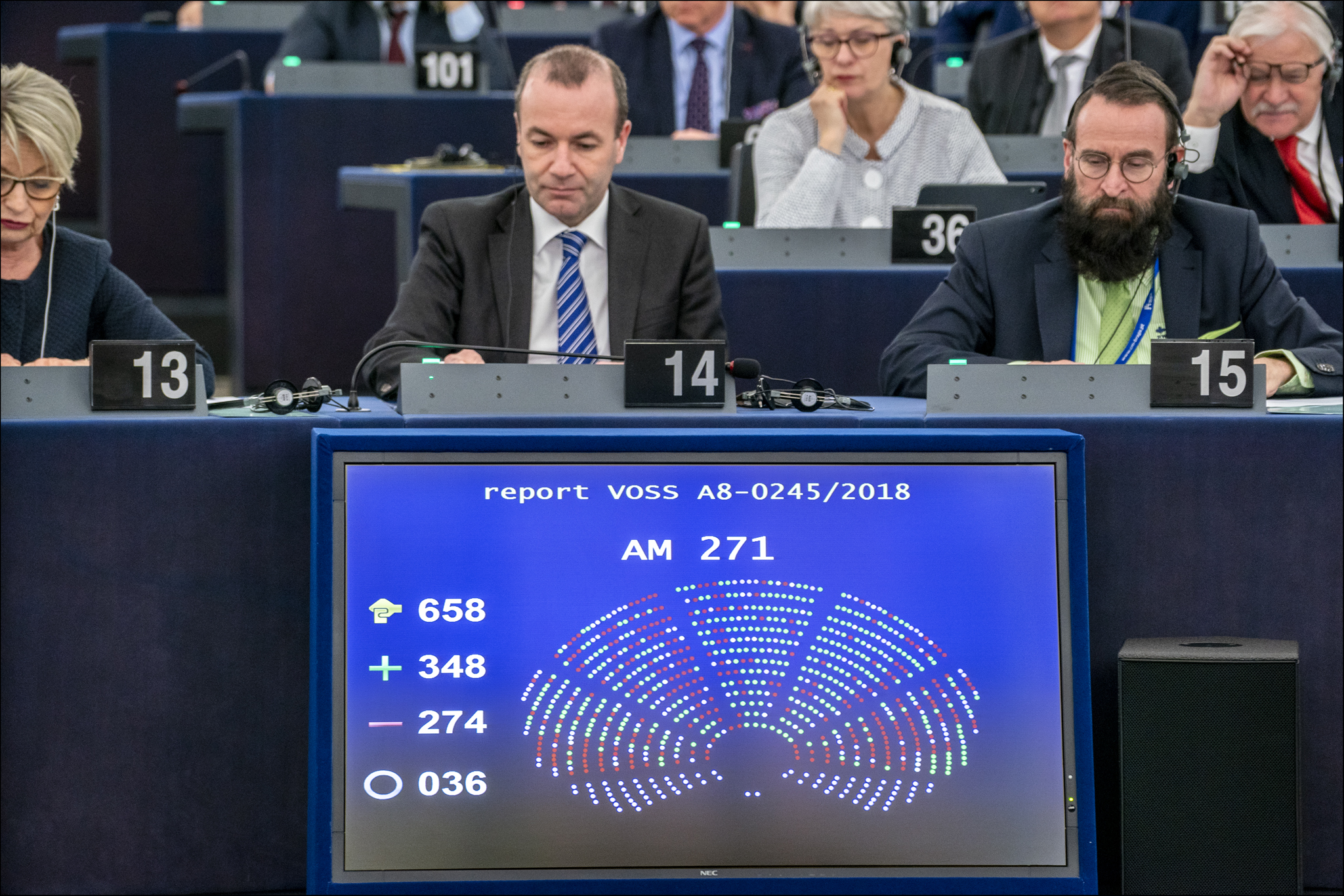
Abstimmung im Europäischen Parlament zu Straßburg

Die Richtlinie (EU) 2019/790 des Europäischen Parlaments und des Rates vom 17. April 2019 über das Urheberrecht und die verwandten Schutzrechte im digitalen Binnenmarkt und zur Änderung der Richtlinien 96/9/EG und 2001/29/EG (gängige, nichtamtliche Abkürzung DSM oder DSM-RL nach der englischen Kurzform Directive on Copyright in the Digital Single Market) verfolgt das Ziel, das Urheberrecht der Europäischen Union an die Erfordernisse der digitalen Gesellschaft anzupassen. Trotz erheblicher Proteste gegen den Entwurf stimmte das Europaparlament dem Entwurf am 26. März 2019 zu. Durch eine qualifizierte Mehrheit im Rat der Europäischen Union wurde der Rechtsetzungsprozess am 15. April 2019 abgeschlossen.
Der Vorschlag für die Richtlinie wurde von der Kommission Juncker eingebracht. Federführend war zunächst der EU-Digitalkommissar Günther Oettinger (CDU/EVP), bevor dies der Vizepräsident der Europäischen Kommission und Kommissar für den Digitalen Binnenmarkt Andrus Ansip (RE/ALDE) und die EU-Digitalkommissarin Marija Gabriel (GERB/EVP) übernahmen. Berichterstatter im federführenden Rechtsausschuss war der deutsche Abgeordnete Axel Voss (CDU/EVP). Als Schattenberichterstatter fungierte Felix Reda (Piratenpartei/Grüne/EFA).
Die Vorlage des Entwurfs galt auch nach mehreren Revisionen als umstritten. Zustimmung erhielt dieser von Verbänden der Kreativwirtschaft, Künstler- und Journalistenverbänden, Verlagen und Verwertungsgesellschaften, während er auf Ablehnung seitens Bürgerrechtsorganisationen, der Wissenschaft, netzpolitischer Vereinigungen sowie der Branchenverbände der Informations- und Telekommunikationsbranche stieß. Gegenstand der Kontroversen waren das Leistungsschutzrecht für Presseverleger sowie die Umsetzung einer Verpflichtung zur Lizenzierung urheberrechtlich geschützter Inhalte und damit verbundener Upload-Filter.

## Ziele
Das geltende aus verschiedenen Richtlinien bestehende harmonisierte europäische Urheberrecht wurde von der Europäischen Kommission zwischen 2013 und 2016 verschiedentlich evaluiert. Zweck der Evaluation war es, „sicherzustellen, dass das Urheberrecht und damit zusammenhängende Praktiken auch in diesem neuen digitalen Umfeld ihren Zweck weiterhin erfüllen.“
Entsprechend gab die Kommission folgende Ziele als Leitplanken der Urheberrechtsreform vor:
- Es sind Anpassungen an die „neuen Realitäten“ erforderlich.[9]
- Rechteinhaber müssen besser geschützt werden.[10]
- Eine Zersplitterung des Urheberrechts in den Mitgliedsstaaten muss verhindert werden.[11]

## Verfahren

### Vorgeschichte und Evaluation des geltenden Urheberrechts
Seit dem 22. Dezember 2002 musste die aktuelle Urheberrechtsrichtlinie 2001/29/EG vom 22. Mai 2001 in nationales Recht umgesetzt worden sein.
Im Jahr 2010 kündigte die Europäische Kommission im Rahmen der Digitalen Agenda für Europa an, dass es Ziel sei die „Klärung, Verwaltung und grenzüberschreitenden Lizenzierung von Urheberrechten“ zu vereinfachen. Weiterhin zeigte sie 2011 die „Schaffung eines umfassenden integrierten Binnenmarktes für Rechte des geistigen Eigentums“ als eine der konkretesten Möglichkeiten auf, „um das Potenzial europäischer Erfinder und Schöpfer zu erschließen und sie in die Lage zu versetzen, Ideen in hochwertige Arbeitsplätze und wirtschaftliches Wachstum zu verwandeln.“
Anfang 2012 entschied der Europäische Gerichtshof, dass soziale Netzwerke nicht dazu verpflichtet sind, mittels automatisierter Upload-Filter die Beiträge der Nutzer auf Urheberrechtsverletzungen zu kontrollieren. Das Gericht begründete dies zum einen mit dem Verbot einer allgemeinen Überwachungspflicht. Zum anderen beeinträchtige dies die unternehmerische Freiheit, da teure und komplizierte Informatiksysteme dafür notwendig seien. Geklagt hatte eine Verwertungsgesellschaft gegen das soziale Netzwerk Netlog.
Zwischen 2013 und 2016 führte die Kommission eine Ex-Post-Evaluation des geltenden Urheberrechts durch. Zunächst mit einer offenen Konsultation zwischen dem 5. Dezember 2013 und 5. März 2014 zu allgemeinen Themen des Urheberrechts. Über die Konsultation wurde im Juli 2014 berichtet. Dann mit einer weiteren Konsultation zu den Themen Plattformen, Online-Vermittler, Daten, Cloud Computing und die partizipative Wirtschaft. Der entsprechende Bericht wurde am 25. Mai 2016 veröffentlicht. Schließlich fand zwischen dem 23. März 2016 und 15. Juni 2016 eine Konsultation zu den Themen „Verleger in der urheberrechtlichen Verwertungskette“ und „Panoramafreiheit“ statt. Der Bericht wurde in die Bereiche Verleger in der urheberrechtlichen Verwertungskette und Panoramafreiheit aufgeteilt.
Darüber hinaus gab die Europäische Kommission mehrere Studien in Auftrag um die Problematiken des gültigen Urheberrechts zu beleuchten. Hierbei wurden insbesondere die Vergütung von Urhebern und der Rechtsrahmen des Text- und Data-Mining untersucht.

### Beginn des Legislativen Prozesses mit Abstimmungen im Rat der EU und dem EU-Parlament
Der EU-Ministerrat einigte sich am 25. Mai 2018 auf einen Entwurf für die geplante Richtlinie. Dieser war erstmals dem Rat und dem Parlament im September 2016 vorgelegt worden.
Am 20. Juni 2018 stimmte der Justizausschuss des EU-Parlaments den Kompromissanträgen zum Entwurf des zuständigen Berichterstatters Axel Voss zu. Artikel 13 des Entwurfes sieht vor, Online-Plattformen mit nutzergenerierten Inhalten dazu zu verpflichten, durch „angemessene und verhältnismäßige Maßnahmen“ die Verbreitung nicht-lizenzierter Werke zu verhindern. Am 5. Juli 2018 stimmte das EU-Parlament als Ganzes nach öffentlichen Protesten zunächst gegen die Reform. In zweiter Sitzung am 12. September 2018 stimmte das Parlament jedoch nach einigen Änderungen im Gesetzestext mit 438 zu 226 Stimmen bei 39 Enthaltungen für die Reform.
Abstimmungsergebnisse nach Zugehörigkeit zu deutschen und österreichischen Parteien im Europaparlament am 12. September 2018
(Für/Gegen Urheberrechtsreform)
Mit der Annahme des Textes beschloss das Europäische Parlament den Übergang in den Trilog.
Die Verhandlungen wurden Ende Januar 2019 kurzzeitig ausgesetzt, da elf der beteiligten Länder, darunter Deutschland, einen Entwurf der rumänischen EU-Ratspräsidentschaft nicht annahmen. Im Deutschen Bundestag wurde am 31. Januar 2019 ein Antrag, der die Bundesregierung dazu aufforderte, sich im Trilog gegen Upload-Filter einzusetzen, durch die Stimmen von CDU/CSU und SPD abgelehnt. Eine Einigung zwischen Deutschland und Frankreich über die Ausnahme für Start-up-Unternehmen von Artikel 13 ermöglichte schließlich den Abschluss des Trilogs. Der entsprechende Kompromissvorschlag wurde an die Presse durchgestochen.
Am 20. Februar 2019 stimmte der Ausschuss der Ständigen Vertreter der Mitgliedstaaten dem Kompromiss des Trilogs zu. Die ständigen Vertreter der Niederlande, Luxemburgs, Polens, Italiens und Finnlands stimmten gegen die Annahme des Kompromissvorschlages, mit der Begründung, dass dieser keine ausgewogene Regelung zwischen dem Schutz der Rechteinhaber und den Interessen der EU-Bürger und Unternehmen biete. Daher bestehe die Gefahr, „dass Innovationen behindert werden, anstatt sie zu fördern“. Die deutsche Bundesregierung verschaffte dem Kompromiss eine Mehrheit, obwohl der Koalitionsvertrag der Großen Koalition eine Ablehnung von Upload-Filtern vorsah.
Der Rechtsausschuss des Europäischen Parlaments bestätigte den Entwurf in einer Sondersitzung am 26. Februar 2019.

### Beschluss der Urheberrechtsreform im EU-Parlament
Am 26. März 2019 beschloss das EU-Parlament die Urheberrechtsreform der Europäischen Union, die schließlich am 15. April 2019 durch den Rat der Europäischen Union bestätigt wurde. Damit ist das Gesetzgebungsverfahren mit Zustimmung beider Organe abgeschlossen und die entsprechende zweijährige Umsetzungsfrist beginnt.
Die Zulassung von Änderungsanträgen wurde mit 312 zu 317 Stimmen (bei 24 Enthaltungen) abgelehnt. Im Protokoll korrigierten zehn Abgeordnete ihr Votum nachträglich auf Zustimmen, zwei auf Ablehnen und einer auf Enthaltung. Da die Korrektur aber erst nach der Abstimmung erfolgte, hat diese keine rechtlichen Konsequenzen. Beim eigentlichen Beschluss wurden 348 Ja-Stimmen, 274 Gegenstimmen und 36 Enthaltungen gezählt. Der Entwurf wurde damit angenommen.
Wenn Enthaltungen ebenso wie abwesende Abgeordnete ignoriert werden, stimmten ohne die Berücksichtigung von nicht gewerteten Berichtigungen rund 85 Prozent der Fraktion der Europäischen Volkspartei (EVP), 65 Prozent der Fraktion der Progressiven Allianz der Sozialdemokraten (S&D) und 59 Prozent der Fraktion der Allianz der Liberalen und Demokraten für Europa (ALDE) für die Reform.
Mehrheitlich dagegen stimmten ohne die Berücksichtigung von Enthaltungen mit rund 65 Prozent die Europäischen Konservativen und Reformer (EKR), einer konservativen und EU-kritischen, in Teilen rechtspopulistischen Fraktion, mit rund 91 Prozent die Abgeordneten der Fraktion Die Grünen/Europäische Freie Allianz, rund 88 Prozent der Konföderalen Fraktion der Vereinten Europäischen Linken/Nordische Grüne Linke (Gue/NGL), einer Fraktion verschiedener linker, sozialistischer und kommunistischer Parteien und rund 82 Prozent der Fraktion Europa der Freiheit und der direkten Demokratie (EFDD), ein Zusammenschluss von Parteien des EU-skeptischen und rechtspopulistischen Spektrums.
Abstimmungsergebnisse nach Zugehörigkeit zu Fraktionen im Europaparlament am 26. März 2019
(Für/Gegen Urheberrechtsreform)
Abstimmungsergebnisse nach Zugehörigkeit zu deutschen und österreichischen Parteien im Europaparlament am 26. März 2019
(Für/Gegen Urheberrechtsreform)

### Abschluss des Gesetzgebungsverfahrens durch den Rat der Europäischen Union
Am 2. April 2019 wurde bekannt, dass die entscheidende Abstimmung über die Urheberrechtsreform im Rat der Europäischen Union für den 15. April 2019 angesetzt wurde und dort die Agrarminister der EU-Staaten beim letzten Beschluss im Gesetzgebungsverfahren für ihre Regierungen die Stimme abgeben. Daraufhin wurden im Deutschen Bundestag für den 4. April 2019 zwei Anträge mit dem Ziel, eine Ablehnung der Urheberrechtsreform durch Deutschland zu erwirken, eingebracht. Mit der Mehrheit der Fraktionen CDU/CSU und SPD wurden beide Anträge in Ausschüsse überwiesen, während die gesamte Opposition für eine sofortige Abstimmung gestimmt hatte. Am 10. April 2019 verhinderten die Union und die Sozialdemokraten im Rechtsausschuss des Bundestags eine Abstimmung am Folgetag, womit vor der Entscheidung im EU-Rat kein Beschluss mehr möglich war. Die Justizministerin Katarina Barley empfahl den anderen Mitgliedern des Kabinetts Merkel IV, für die Urheberrechtsreform zu stimmen und eine Protokollnotiz hinzuzufügen. Zahlreiche Experten wiesen jedoch darauf hin, dass eine derartige Protokollerklärung nicht rechtlich bindend sei und somit Upload-Filter nicht verhindern könne. Am 15. April 2019 einigte sich die Große Koalition auf eine Änderung von Barleys Protokollnotiz-Entwurf und entschied sich für die Zustimmung zur Urheberrechtsrichtlinie. In dem finalen Text der Protokollerklärung heißt es zu Artikel 17 und Upload-Filtern:

„Die Bundesregierung geht […] davon aus, dass dieser Dialog vom Geist getragen ist, eine angemessene Vergütung der Kreativen zu gewährleisten, ‚Uploadfilter‘ nach Möglichkeit zu verhindern, die Meinungsfreiheit sicherzustellen und die Nutzerrechte zu wahren. Die Bundesregierung geht davon aus, dass in diesem Dialog eine unionsweit einheitliche Umsetzung vereinbart wird, denn eine fragmentarische Umsetzung in 27 nationalen Varianten wäre mit den Prinzipien eines Europäischen Digitalen Binnenmarkts nicht zu vereinbaren.“

| Staat                    | Anteil an EU- Bevölkerung | Abstimmung |
| ------------------------ | ------------------------- | ---------- |
| Belgien                  | 1,37 %                    | Enthaltung |
| Bulgarien                | 1,37 %                    | Ja         |
| Dänemark                 | 1,13 %                    | Ja         |
| Deutschland              | 16,12 %                   | Ja         |
| Estland                  | 0,26 %                    | Enthaltung |
| Finnland                 | 1,07 %                    | Nein       |
| Frankreich               | 13,10 %                   | Ja         |
| Griechenland             | 2,09 %                    | Ja         |
| Vereinigtes Königreich   | 12,90 %                   | Ja         |
| Irland                   | 0,94 %                    | Ja         |
| Italien                  | 11,92 %                   | Nein       |
| Kroatien                 | 0,80 %                    | Ja         |
| Lettland                 | 0,38 %                    | Ja         |
| Litauen                  | 0,55 %                    | Ja         |
| Luxemburg                | 0,12 %                    | Nein       |
| Malta                    | 0,09 %                    | Ja         |
| Niederlande              | 3,37 %                    | Nein       |
| Österreich               | 1,71 %                    | Ja         |
| Polen                    | 7,40 %                    | Nein       |
| Portugal                 | 2,00 %                    | Ja         |
| Rumänien                 | 3,80 %                    | Ja         |
| Schweden                 | 1,98 %                    | Nein       |
| Slowakei                 | 1,06 %                    | Ja         |
| Slowenien                | 0,40 %                    | Enthaltung |
| Spanien                  | 9,09 %                    | Ja         |
| Tschechien               | 2,04 %                    | Ja         |
| Ungarn                   | 1,91 %                    | Ja         |
| Zypern                   | 0,17 %                    | Ja         |
| Zugestimmt: 19 (67,85 %) | 71,25 %                   | Ja         |
| Enthalten: 3 (10,71 %)   | 2,88 %                    | Enthaltung |
| Abgelehnt: 6 (21,42 %)   | 25,86 %                   | Nein       |

Erforderlich für den Beschluss war die Zustimmung von 55 % der Mitgliedstaaten, die gemeinsam 65 % der Gesamtbevölkerung ausmachen (Art. 238 AEUV). Da 19 von 28 Mitgliedstaaten und damit 67,85 % der Mitgliedstaaten zugestimmt haben, die einen Anteil von 71,25 % der Gesamtbevölkerung der Union ausmachen, ist der Beschluss zustande gekommen.

### Nichtigkeitsklage Polens
Die polnische Regierung hat am 24. Mai 2019 gegen die verabschiedete Richtlinie beim EuGH eine Nichtigkeitsklage eingereicht. Der polnische Ministerpräsident Mateusz Morawiecki ließ via Twitter verlauten, die Richtlinie sei eine unverhältnismäßige Maßnahme, fördere die Zensur und gefährde die Meinungsfreiheit. Die Verhandlungen begannen im November 2020, eine Stellungnahme des Generalanwalts Henrik Saugmandsgaard Øe war für den 22. April 2021 angekündigt. Dessen nichtbindendes Rechtsgutachten wurde schließlich Mitte Juli 2021 veröffentlicht. Es rät die Klage abzuweisen. Zwar sei die Richtlinie ein Eingriff in die Meinungsfreiheit, jedoch sei der Eingriff mit der EU-Grundrechtscharta vereinbar. Es würde die Gefahr von Overblocking ausreichend minimiert. Auch eine unzulässige, generelle Überwachungspflicht für Dienstanbieter wurde negiert, stattdessen sei es eine Verpflichtung zum Ergreifen bestimmter Maßnahmen zur Überwachung ganz bestimmter unzulässiger Informationen. Das Gutachten wurde kritisch aufgenommen. Mit seinem Urteil vom 26. April 2022, verkündet nach dem Ablauf der Umsetzungsfrist für die Richtlinie, verwarf der EuGH die Nichtigkeitsklage Polens gegen diese.

## Inhalte

### Text- und Datenauswertung
In Artikel 3 wird eine neue Schranke des Urheberrechts eingeführt. Vervielfältigungen von und Entnahmen aus Werken, zu denen Forschungsorganisationen rechtmäßig Zugang haben, werden zu Zwecken des Text- und Data-Minings zugelassen.

### Gemeinfreie Werke der bildenden Kunst
Nach Artikel 14 entfällt nach Ablauf des Schutzes für Werke der bildenden Kunst für Vervielfältigung der Schutz durch Urheberrechte oder verwandte Schutzrechte, es sei denn, dieses Material stellt eine eigene geistige Schöpfung dar.

### Leistungsschutzrecht für Presseverleger
Durch Artikel 15 (ex Artikel 11 des Vorschlags) soll zum Zweck des „Schutzes von Presseveröffentlichungen im Hinblick auf digitale Nutzungen“ ein sogenanntes Leistungsschutzrecht für Presseverleger eingeführt werden. Die Vergütung an die Verleger wurde vereinzelt missverständlich als „Linksteuer“ bezeichnet; tatsächlich handelt es sich jedoch nicht um eine staatliche Abgabe (Steuer).
Der Gesetzestext lautet:
Schutz von Presseveröffentlichungen im Hinblick auf die Online-Nutzung
(1) Die Mitgliedstaaten legen Bestimmungen fest, mit denen Presseverlage mit Sitz in einem Mitgliedstaat die in Artikel 2 und Artikel 3 Absatz 2 der Richtlinie 2001/29/EG genannten Rechte für die Online-Nutzung ihrer Presseveröffentlichungen durch Anbieter von Diensten der Informationsgesellschaft erhalten.
Die in Unterabsatz 1 vorgesehenen Rechte gelten nicht für die private oder nicht-kommerzielle Nutzung von Presseveröffentlichungen durch einzelne Nutzer.
Der nach Unterabsatz 1 gewährte Schutz gilt nicht für das Setzen von Hyperlinks.
Die in Unterabsatz 1 vorgesehenen Rechte gelten nicht für die Nutzung einzelner Wörter oder sehr kurzer Auszüge aus
einer Presseveröffentlichung.
(2) Die in Absatz 1 vorgesehenen Rechte lassen die im Unionsrecht festgelegten Rechte von Urhebern und sonstigen Rechteinhabern an den in einer Presseveröffentlichung enthaltenen Werken und sonstigen Schutzgegenständen unberührt
und beeinträchtigen diese Rechte in keiner Weise. Die in Absatz 1 vorgesehenen Rechte dürfen nicht zum Nachteil dieser Urheber und sonstigen Rechteinhaber geltend gemacht werden und dürfen diesen insbesondere nicht das Recht nehmen,
ihre Werke und sonstigen Schutzgegenstände unabhängig von der Presseveröffentlichung zu verwerten, in der sie enthalten sind.
Ist ein Werk oder ein sonstiger Schutzgegenstand auf der Grundlage einer nicht ausschließlichen Lizenz in einer Presseveröffentlichung enthalten, so dürfen die in Absatz 1 vorgesehenen Rechte nicht zu dem Zweck geltend gemacht werden, die Nutzung durch andere berechtigte Nutzer zu untersagen. Die in Absatz 1 vorgesehenen Rechte dürfen nicht zu dem Zweck geltend gemacht werden, die Nutzung von Werken oder sonstigen Schutzgegenständen, deren
Schutzdauer abgelaufen ist, zu untersagen.
(3) Die Artikel 5 bis 8 der Richtlinie 2001/29/EG, die Richtlinie 2012/28/EU und die Richtlinie (EU) 2017/1564 des Europäischen Parlaments und des Rates (19) finden sinngemäß auf die in Absatz 1 des vorliegenden Artikels vorgesehenen Rechte Anwendung.
(4) Die in Absatz 1 vorgesehenen Rechte erlöschen zwei Jahre nach der Veröffentlichung der Presseveröffentlichung.
Die Berechnung dieser Zeitspanne erfolgt ab dem 1. Januar des auf den Tag der Veröffentlichung der Presseveröffentlichung folgenden Jahres.
Absatz 1 findet keine Anwendung auf Presseveröffentlichungen, deren erstmalige Veröffentlichung vor dem 6. Juni 2019
erfolgt.
(5) Die Mitgliedstaaten sehen vor, dass Urheber der in einer Presseveröffentlichung enthaltenen Werke einen

### Ausgleichsansprüche von Verlagen
Ziel des Artikels ist, die Verlage wieder an den gesetzlichen Vergütungsansprüchen – der sog. Pauschalabgabe – zu beteiligen. Diese Beteiligung, welche je nach Land und Art der Werke bis zu 50 % betrug, wurde im Jahre 2015 vom EuGH für rechtswidrig erklärt, da diese Kompensation für Privatkopien nur für die Urheber gedacht sei. Seitdem stehen diese Vergütungen der Verwertungsgesellschaften ausschließlich den Urhebern zu.

### Lizenzierungspflicht und Upload-Filter
Mit Artikel 17 (ex Artikel 13 des Vorschlags) der Richtlinie soll die Nutzung urheberrechtlich geschützter Inhalte durch „Diensteanbieter für das Teilen von Online-Inhalten“ geregelt werden. Als solche gelten „Anbieter eines Dienstes der Informationsgesellschaft, bei dem der Hauptzweck […] darin besteht, eine große Menge an von seinen Nutzern hochgeladenen, urheberrechtlich geschützten Werken zu speichern und der Öffentlichkeit Zugang hierzu zu verschaffen, wobei dieser Anbieter diese Inhalte organisiert und zum Zwecke der Gewinnerzielung bewirbt“. Diese Dienstanbieter sollen für Urheberrechtsverstöße ihrer Nutzer vollständig haften, außer sie (a) unternehmen alle Anstrengungen mit den betroffenen Rechteinhabern Lizenzen auszuhandeln, (b) setzen verhältnismäßige (technische) Maßnahmen zur Verhinderung dieser Verstöße (zum Beispiel sogenannte „Upload-Filter“) ein und (c) entfernen bei Kenntnis eines Verstoßes das betroffene Werk und verhindern dessen erneutes Hochladen. Für junge Dienstanbieter (unter drei Jahre) mit wenig Umsatz und wenigen Nutzern sollen weniger strenge Regeln gelten.
Der Gesetzestext lautet:
Nutzung geschützter Inhalte durch Diensteanbieter für das Teilen von Online-Inhalten
[…]
(4) Wird die Erlaubnis nicht erteilt, so ist der Diensteanbieter für das Teilen von Online-Inhalten für nicht erlaubte Handlungen der öffentlichen Wiedergabe, einschließlich der öffentlichen Zugänglichmachung, urheberrechtlich geschützter Werke oder sonstiger Schutzgegenstände verantwortlich, es sei denn, der Anbieter dieser Dienste erbringt den Nachweis, dass er
a)
alle Anstrengungen unternommen hat, um die Erlaubnis einzuholen; und
b)
nach Maßgabe hoher branchenüblicher Standards für die berufliche Sorgfalt alle Anstrengungen unternommen hat, um sicherzustellen, dass bestimmte Werke und sonstige Schutzgegenstände, zu denen die Rechteinhaber den Anbietern dieser Dienste einschlägige und notwendige Informationen bereitgestellt haben, nicht verfügbar sind; und in jedem Fall
c)
nach Erhalt eines hinreichend begründeten Hinweises von den Rechteinhabern unverzüglich gehandelt hat, um den Zugang zu den entsprechenden Werken oder sonstigen Schutzgegenständen zu sperren bzw. die entsprechenden Werke oder sonstigen Schutzgegenstände von seinen Internetseiten zu entfernen, und alle Anstrengungen unternommen hat, um gemäß Buchstabe b das künftige Hochladen dieser Werke oder sonstigen Schutzgegenstände zu verhindern.
Bislang schloss der EuGH aus einer Zusammenschau der Richtlinien 2000/31/EG, 2001/29/EG und 2001/29/EG, „dass sie [die Richtlinien] der Anordnung eines nationalen Gerichts an einen Hosting-Anbieter entgegenstehen, ein System der Filterung […] einzurichten, mit dem sich Dateien ermitteln lassen, die […] Werke enthalten, an denen der Antragsteller Rechte des geistigen Eigentums zu haben behauptet, um zu verhindern, dass die genannten Werke unter Verstoß gegen das Urheberrecht der Öffentlichkeit zur Verfügung gestellt werden.“

## Öffentliche Diskussion
Zu den Befürwortern der Reformbestrebungen des Urheberrechts im digitalen Binnenmarkt gehören Arbeitnehmer- und Arbeitgeberverbände der Kultur- und Kreativwirtschaft, sowie Berufsverbände von Künstlern und Journalisten.
Eine europaweite Initiative aus 260 Verlagen, Zeitungen, Nachrichtenagenturen, Rundfunk-Anbietern, Produktionsfirmen und Medienschaffenden rief zur Unterstützung der Reform auf. Die Reform sei essentiell für das Überleben vieler Künstler und Autoren und sichere so ein „reichhaltiges und vielfältiges Internet“. Den „großen Internet-Plattformen“ werfen sie einen Feldzug mit „außergewöhnlichem Aufwand“ vor.
Die Dienstleistungsgewerkschaft Ver.di sprach sich für das neue Urheberrecht aus und sah in der „Richtlinie zum Urheberrecht [ist] ein(en) wichtige(n) Schritt für Kreative und ihre Verbände in Europa“. Die deutsche Kultur- und Kreativbranche hat im Februar 2019 einen gemeinsamen Appell „JA zur EU-Urheberrechtsrichtlinie“ verfasst: Darin werden die EU-Parlamentarier gebeten, dem finalen Entwurf für ein neues europäisches Urheberrecht zuzustimmen. Wir repräsentieren mehrere hunderttausend Künstler*innen, Kreative, Journalist*innen und tausende von Unternehmen in Deutschland: Jeden Tag entwerfen, entwickeln, erfinden, gestalten, produzieren und veröffentlichen unsere Mitglieder und Partner mit Leidenschaft kreative Inhalte in einer der vielfältigsten Kultur- und Medienlandschaften der Welt. Damit das so bleibt, brauchen wir ein zeitgemäßes Urheberrecht. Wir appellieren an alle Mitglieder des Europäischen Parlaments: Stimmen Sie der Richtlinie zu, und machen Sie den Weg frei für einen fairen Umgang zwischen Plattformen, Kreativen, Rechtsinhabern und Nutzer*innen. Diesen Appell unterzeichneten unter vielen anderen Organisationen der Deutsche Künstlerbund, der Deutsche Gewerkschaftsbund (DGB), der Bundesverband Bildender Künstlerinnen und Künstler, die Union Deutscher Jazzmusiker, der Deutsche Journalisten-Verband, das PEN-Zentrum Deutschland und der Verband Deutscher Zeitschriftenverleger (VDZ).
Weiterhin zählen Verlegerverbände, der Börsenverein des Deutschen Buchhandels und Verwertungsgesellschaften zu den Befürwortern.
Spiegel-Online-Kolumnist Sascha Lobo kritisierte, die Reform zwinge Kreative in die Abhängigkeit großer Verwerterstrukturen. Nur diese seien in der Lage, Pauschallizenzen zu verhandeln.
Die Kritik am Entwurf zur Reform entzündet sich insbesondere an der de facto als wahrscheinlich geltenden Notwendigkeit von Upload-Filtern (Artikel 13) und dem explizit geforderten Leistungsschutzrecht für Presseverleger (Artikel 11).
Ein breites Bündnis mit mehr als 145 europäischen Organisationen und Institutionen forderte im Juli 2018 die EU-Abgeordneten dazu auf, im Plenum gegen die Reform in der damaligen Fassung zu stimmen.
Als Reaktion auf die zahlreichen kritischen Stimmen behauptete Voss, es handle sich um eine „inszenierte Kampagne“, die von den „großen Online-Plattformen“ ausginge und das Ziel habe, sich „ganz vom Urheberrecht zu verabschieden“. Ebenfalls sprach sich der Bundesverband Musikindustrie für die geplanten Reformen aus und bemängelte ein „Drohgebäude […], das mit der Realität nichts zu tun hat“.

### Artikel 11
Bereits eine von der EU-Kommission beauftragte, jedoch nicht offiziell veröffentlichte Studie kam zu dem Ergebnis, dass Presseverleger durch Nachrichten-Aggregatoren profitieren.
Der Spiegel hatte 2014 über die Folgen der Einführung eines Leistungsschutzrechts in Spanien berichtet: Hier hat Google News den Service eingestellt, was zu einem Rückgang der Werbeeinnahmen auf den verlinkten Presseportalen um 10–15 % geführt hat. Das Leistungsschutzrecht in Deutschland habe Verlagen bisher Kosten beschert, die um das mehrfache höher waren als die eingenommenen Lizenzzahlungen. Zudem mussten, wie Die Zeit berichtet, viele Medienbeobachtungsdienste schließen oder sind in ihrer Existenz gefährdet.

### Artikel 13
Zahlreiche insbesondere netzpolitische Vereinigungen äußerten sich im Frühjahr 2018 kritisch zu einzelnen Aspekten des Vorhabens in seiner damaligen Form, besonders der möglichen Implementierung von Upload-Filtern. Der IT-Verband Bitkom kritisierte, die EU würde mit dieser Reform „die Grenze zwischen Kontrolle und Zensur überschreiten“.
In einem offenen Brief sprachen sich im Juni 2018 bekannte Internetpioniere – darunter Tim Berners Lee, Vint Cerf und Jimmy Wales – gegen eine Umsetzung der Lizenzpflicht durch Upload-Filter als ein „Werkzeug der Überwachung und Nutzerkontrolle“ aus und forderten die Streichung aus dem Gesetzesentwurf.
Ebenfalls Kritik an den Artikeln 11 und 13 der Urheberrechtsreform äußerte eine Gruppe von akademischen Wissenschaftlern für Geistiges Eigentum von zuletzt 25 Forschungseinrichtungen und mehr als 200 Wissenschaftlern aus mehreren Mitgliedstaaten. Die Wissenschaftler verfassten zwei offene Briefe im Februar 2017 und April 2018. Zusätzlich veröffentlichte dieselbe Gruppe ein Papier zu Falschinformationen in der Debatte um die Artikel vom Juni 2018 und zuletzt einen von einigen beteiligten Wissenschaftlern unterzeichneter Aufruf gegen die Artikel zu stimmen vor der Abstimmung im Europäischen Parlament am 24. März 2019. Kernpunkte der Kritik gegen den Entwurf des Artikel 11 für ein neues Leistungsschutzrecht waren, dass dieser die Verbreitung von Nachrichten verhindere, die Online-Lizenzierung behindere und journalistische Autoren negativ wirtschaftlich beeinflusse. Die Interessen etablierter Presseverlage seien einseitig gegenüber innovativem Qualitätsjournalismus bevorzugt worden. Die Kritik am Entwurf des Artikel 13 griff ebenfalls die mit Uploadfiltern einhergehende Risiken für die Meinungs- und Informationsfreiheit auf und bemängelte darüber hinaus, dass die durch die Urheberrechtsreform neu geschaffene geteilte Verantwortlichkeit von Plattformen und Nutzern im Konflikt mit der E-Commerce-Richtlinie (2000/31/EG) stünde. Weitere Kritik äußerten die Autoren auch an der Regelung zu Data Mining, die zu stark begrenzt sei, um Innovation zu fördern.
Die netzpolitischen Vereine der Parteien CDU, CSU, SPD und FDP sprachen sich ebenfalls im Juli 2018 gegen Upload-Filter aus; sie verwiesen auf den Koalitionsvertrag zwischen CDU/CSU und SPD, der Upload-Filter als unverhältnismäßig ablehnte.
Jürgen Taeger, Inhaber des Lehrstuhls für Bürgerliches Recht, Handels- und Wirtschaftsrecht an der Carl von Ossietzky Universität Oldenburg, beurteilte in einem von der Universität veröffentlichten Interview den noch im Trilog befindlichen Richtlinienentwurf als Verpflichtung zur Vorabkontrolle hochgeladener Inhalte für die Plattformen. Diese liefe „letztlich darauf hinaus, dass sie Uploadfilter-Software einsetzen müssen.“ Die beabsichtigten Ausnahmeregelungen seien in ihren Anforderungen so unbestimmt formuliert, dass sie in der Praxis nur schwer handhabbar seien und zu großen Rechtsunsicherheiten führten.
Laut den Medienrechtsanwälten Christian Solmecke und Anne-Christine Herr handelt es sich bei dem ausgehandelten Kompromiss zum Artikel 13 Absatz 4 des Vorschlags um eine implizite Pflicht, Upload-Filter einzusetzen, eine andere Möglichkeit gebe es nicht. Außerdem sei in der geplanten Richtlinie nicht konkret bestimmt, mit welchen Rechteinhabern die Plattformen Lizenzen vereinbaren müssen. Zwar wäre in Artikel 9a [veraltet]  die Möglichkeit der Fiktion der Mitgliedschaft in einer Verwertungsgesellschaft vorhanden, dies sei jedoch nie als Durchsetzungsmöglichkeit des Artikels 13 vorgesehen. Weiterhin stelle sich durch die Entscheidung „Soulier & Doke“ des EuGH die Frage, ob eine entsprechende Regelung mit dem sonstigen Europarecht konform wäre. Auch seien nur wenige Unternehmen technisch und finanziell in der Lage, solche Filtersysteme selbst zu programmieren; es wäre nur ein Rückgriff auf Systeme, wie Content ID, großer amerikanischer Unternehmen möglich. Auch die US-Bürgerrechtsorganisation Electronic Frontier Foundation (EFF) führte an, nur die größten Technologiekonzerne mit Sitz in den USA könnten sich die teuren Filter leisten.
Der Berichterstatter Axel Voss sieht in der Verpflichtung „Online-Plattformen, die Gewinn durch die Verwendung von urheberrechtlich geschützten Werken machen, […] Verantwortung für die hochgeladenen Inhalte“ tragen zu lassen keine Filterung: „Das hat nichts mit ‚Filtern‘ zu tun“. Auch die Vorsitzende des Kulturausschusses des Europäischen Parlaments Helga Trüpel (Bündnis 90/Die Grünen/Grüne/EFA) verteidigt die Reform: „Es geht darum, dass diejenigen die sehr von den Inhalten Dritter […] profitiert haben und für ihre großen Content-Sharing-Plattformen [bislang] keine entsprechenden Lizenzen eingeholt haben, die sollen dazu gebracht werden zu lizenzieren“ und weiter „daher kann ich auch diese Art der Argumentation – man dürfe nicht mehr hochladen, alles müsste jetzt gefiltert werden – nicht teilen.“
Obwohl sich der Koalitionsvertrag zwischen CDU/CSU und SPD ausdrücklich gegen Upload-Filter ausspricht, beschloss das Bundeskabinett im Februar 2019 einstimmig, als Deutschland der vorliegenden Richtlinie im Rat der Europäischen Union zuzustimmen. Hätte einer der Koalitionspartner Widerspruch eingelegt, hätte sich die Bundesregierung hingegen enthalten müssen. Die federführende Bundesministerin Katarina Barley (SPD) verteidigte anschließend die Entscheidung.
Die Wikimedia Foundation setzte sich für eine Durchsetzung von Urheberrecht ohne Upload-Filter ein und plädierte stattdessen für andere Wege und mehr Aufklärung. Wikimedia Deutschland protestierte gegen die reichlichen Änderungen durch die EU und bezeichnete die Aktionen als „beispiellose Last-Minute-Änderungen“. Seiten wie Wikipedia, die durch die freie Verbreitung von Wissen leben, seien durch Uploadfilter stark betroffen, weil diese das Zitieren von Quellen erschwerten und viel wichtige Information verschwinde.
Im Februar 2019 warnte der Bundesdatenschutzbeauftragte Ulrich Kelber (SPD) in einer Pressemitteilung vor möglichen Konsequenzen der Reform. Auch wenn der Gesetzesentwurf Upload-Filter nicht explizit erwähne, liefe die praktische Anwendung auf diese hinaus. Er äußerte ferner datenschutzrechtliche Bedenken infolge des Entwicklungsaufwands, der für kleinere Diensteanbieter nicht zu leisten sei. Dadurch entstünde „ein Oligopol weniger Anbieter von Filtertechniken, über die dann mehr oder weniger der gesamte Internetverkehr relevanter Plattformen und Dienste läuft“. Der hessische Datenschutzbeauftragte und Musiker Michael Ronellenfitsch verteidigte dagegen die EU-Urheberrechtsreform und beklagte eine „Mentalität, alles ohne Entgelt nutzen zu wollen“.
Dieser Artikel 13 des ersten Vorschlags, figuriert im Abstimmungsvorschlag als Artikel 17.

## Kampagnen gegen die Reform

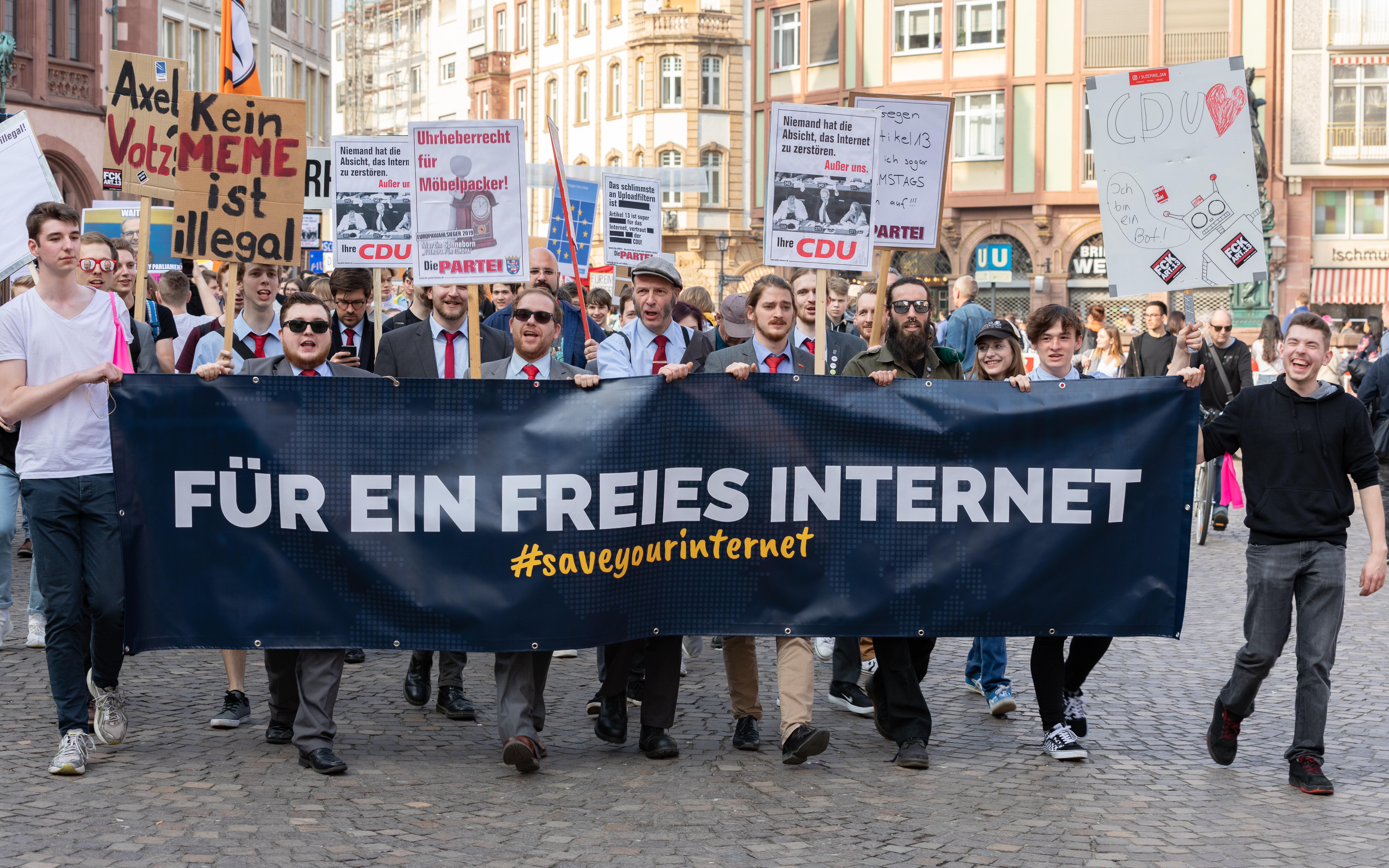
Demonstrationszug gegen Art. 13 am 23. März 2019 auf dem Frankfurter Römer

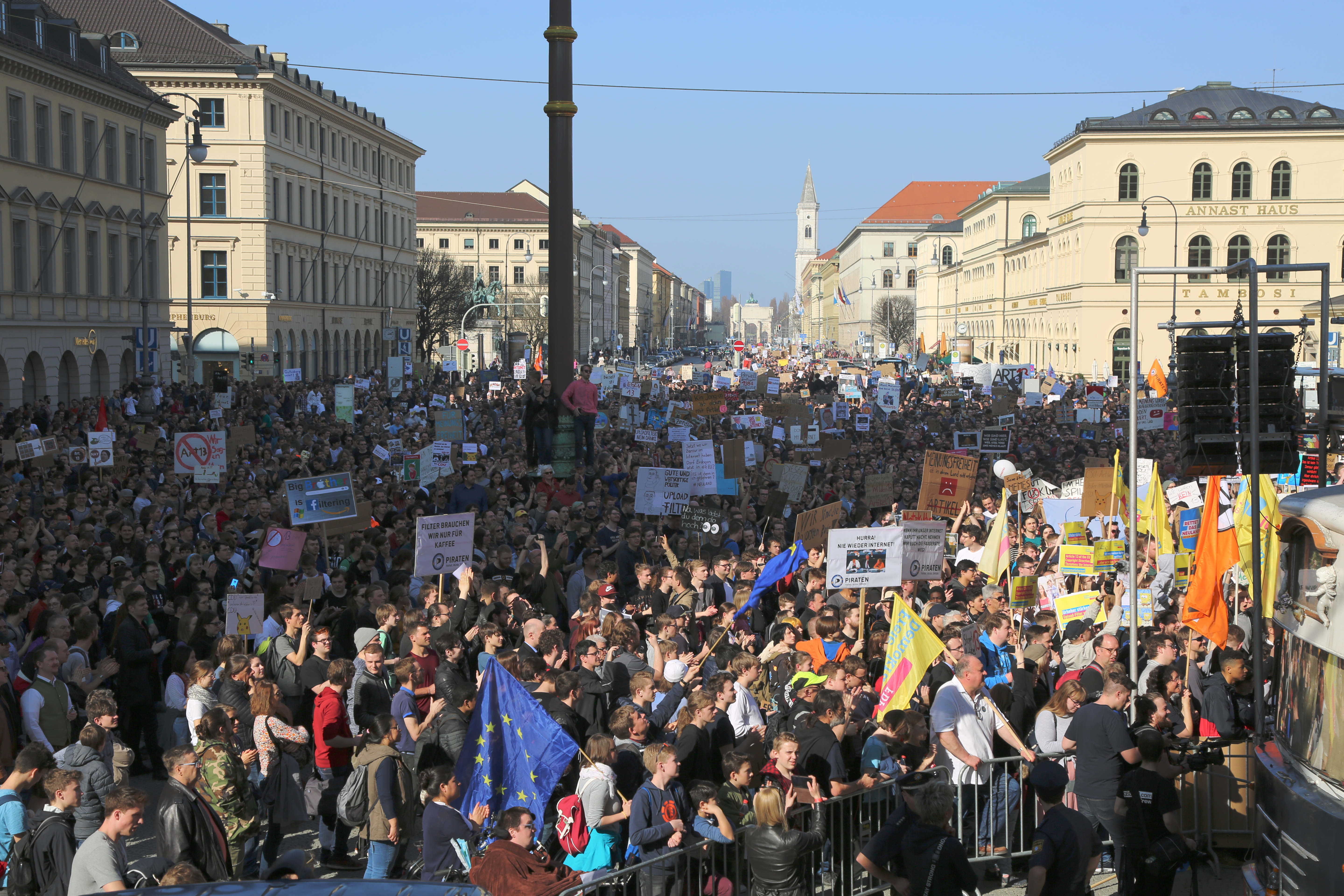
40.000 demonstrieren gegen die Urheberrechtsreform mit Art. 13 in München am 23. März 2019

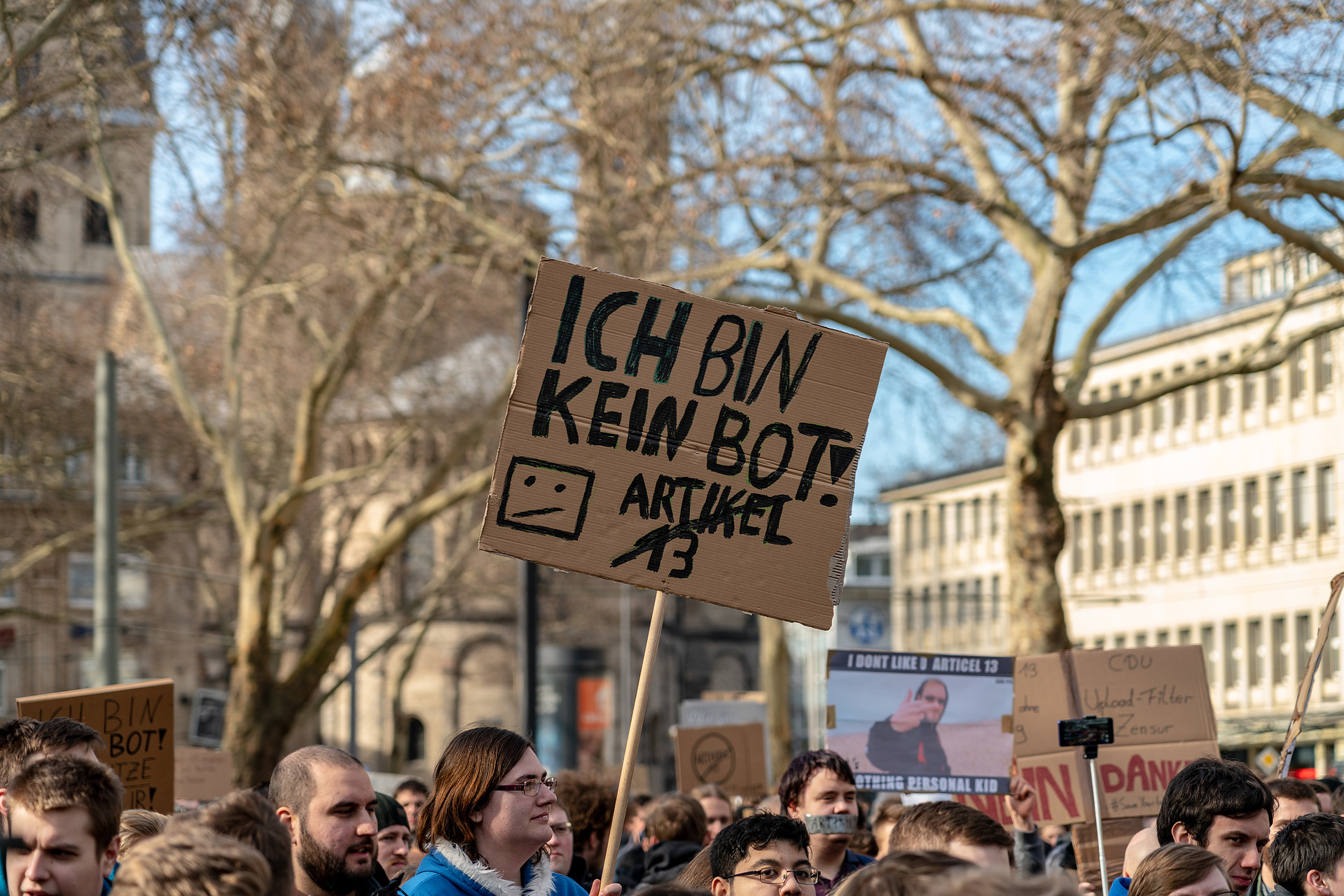
Demonstrierende gegen die Urheberrechtsreform am 23. Februar 2019 in Köln

In einer nichtoffiziellen Online-Petition bei change.org, die sich gegen die Artikel 11, 12 und 13 wendet, werden die EU-Abgeordneten dazu aufgefordert, die Upload-Filter aus der geplanten Reform zu streichen. Am 18. Februar 2019 wurde die bis dahin rund 4,7 Millionen Mal mitgezeichnete Petition von den Initiatoren an Justizministerin Katarina Barley (SPD) übergeben. Am 13. März 2019 übergaben in Straßburg YouTuber aus mehreren europäischen Ländern die Petition mit mittlerweile 4,9 Millionen Unterschriften an die EU-Parlamentarier Brando Benifei und Daniele Viotti. Die 5-Millionen-Grenze wurde am 21. März 2019 überschritten.
Nach zahlreichen Protest-E-Mails an EU-Abgeordnete hat sich die EU-Kommission in einem binnen zwei Tagen zurückgezogenen Artikel Die Urheberrechtsrichtlinie: Wie der Mob aufgefordert wurde, den Drachen zu retten und den Ritter zu töten geäußert und damit die Kritiker als „Mob“ bezeichnet.
Zahlreiche Influencer auf Social-Media- und Videoplattformen wie YouTube und Instagram veröffentlichten kritische Beiträge über Artikel 13. Auch manche Betreiber von Internetforen beteiligten sich an Kampagnen gegen die Reform. Hierbei fand unter anderem der Hashtag #SaveYourInternet Verwendung. Als sich viele CDU-Abgeordnete, darunter Axel Voss, am Tag der Trilog-Verhandlungen für Artikel 13 aussprachen, schaffte es der Hashtag #niewiederCDU auf Platz 1 der Twitter-Trends in Deutschland.
Es fanden bereits am 2. März 2019 Demonstrationen in Berlin und Köln mit jeweils etwa dreitausend Teilnehmern statt. Nachdem öffentlich wurde, dass die EVP-Fraktion die Abstimmungssitzung zeitlich vor die geplanten großen Demonstrationen am 23. März verlegen wollte, kam es zu lauten Protesten der Entwurfsgegner. Daraufhin hat SaveTheInternet zu Eildemonstrationen für den 5. März 2019 in sieben deutschen Städten aufgerufen, unter anderem in Berlin vor der CDU-Zentrale sowie drei weitere für den 6. März 2019 bzw. den 9. März 2019. An der Demonstration in Berlin nahmen mehrere tausend Menschen teil. Für den 23. März 2019 hatte SaveTheInternet europaweit 21 Demonstrationen angemeldet, davon 17 in Deutschland. Zwischen 100.000 und 150.000 Menschen demonstrierten in Deutschland, allein in München waren es 40.000 Teilnehmer. Für massive öffentliche Kritik sorgte in diesem Zusammenhang der Vorsitzende der CDU/CSU-Gruppe im Europaparlament, Daniel Caspary, welcher behauptete, „amerikanische Konzerne“ würden „mit massivem Einsatz von Desinformationen und gekauften Demonstranten versuchen, Gesetze zu verhindern“. Selbst Abgeordnete der CDU bezeichneten diese Äußerungen als „Irrsinn“ und „katastrophal“. Zuvor unterstellten bereits Kritiker den Reformbefürwortern, sie nicht ernst zu nehmen und für Bots zu halten. Dies wurde von Teilnehmern der zweiten Demonstration in Köln entsprechend aufgegriffen.

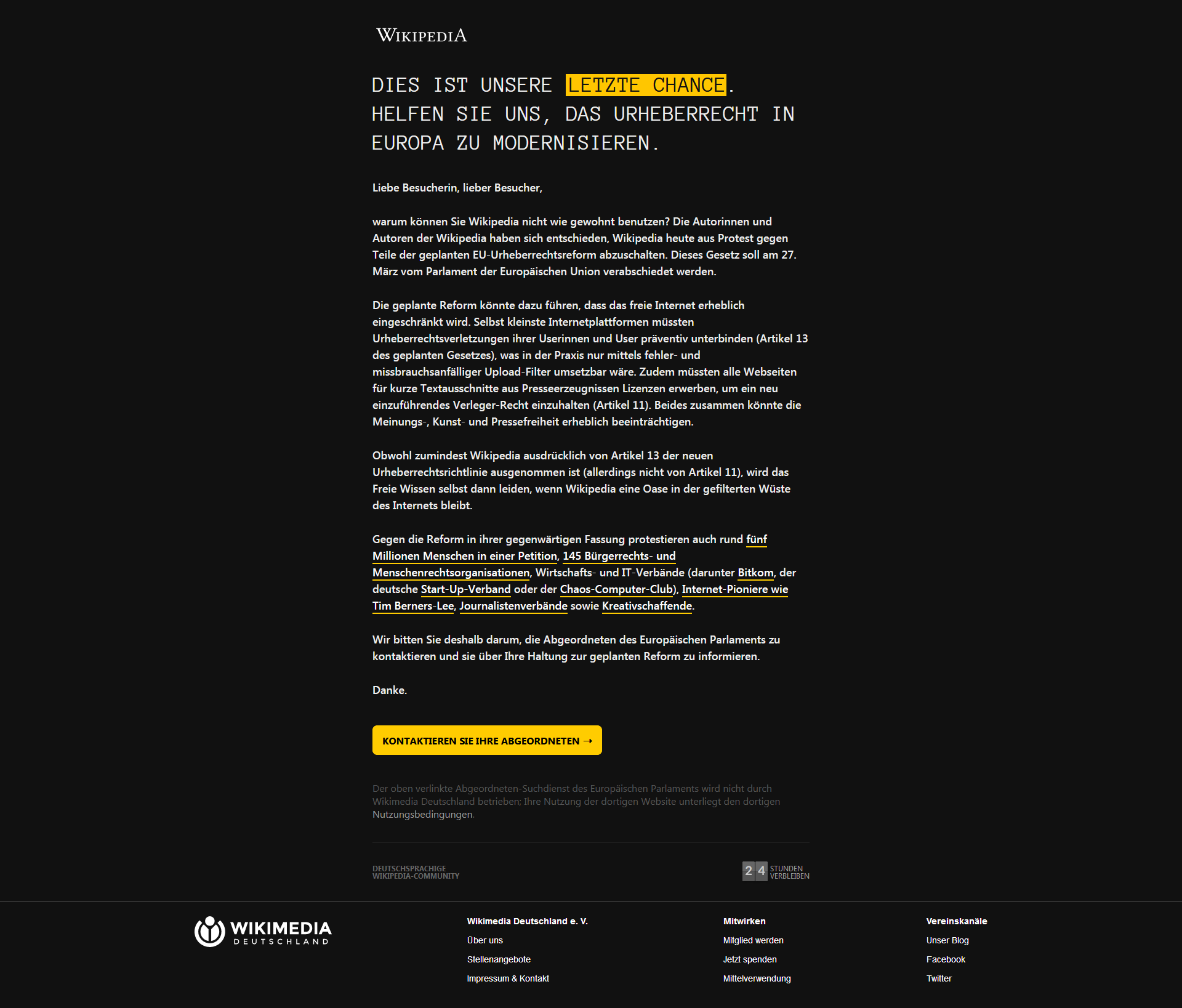
Screenshot von wikipedia.de der Wikimedia Deutschland vom 21. März 2019

Am 21. März wurden in der deutschsprachigen Wikipedia-Ausgabe sowie in der dänischen, der tschechischen und der slowakischen, am 25. März dann in der italienischen Ausgabe für 24 Stunden alle Artikel komplett geschwärzt angezeigt. Diese Protestaktion wurde von OpenStreetMap unterstützt. Mit einem Banner wurde auf eine Webseite verlinkt, auf der OpenStreetMap Deutschland über die Problematik im Zusammenhang mit der OpenStreetMap-Bearbeitung informierte und zur Teilnahme an den Protesten aufrief.

## Umsetzung
Die Mitgliedsstaaten hatten bis zum 7. Juni 2021 Zeit, die beschlossene Richtlinie in nationales Recht umzusetzen, diese Frist wurde jedoch nur von 4 Mitgliedsstaaten (Deutschland, Malta, Niederlande und Ungarn) eingehalten. Die Europäische Kommission verkündete deshalb am 26. Juli 2021 gegen die übrigen 23 Mitgliedsstaaten Vertragsverletzungsverfahren eingeleitet zu haben.

### Deutschland
Das Bundesministerium der Justiz und für Verbraucherschutz veröffentlichte im Januar 2020 einen ersten Diskussionsentwurf. Demnach soll die Verwendung fremder Bilder – für z. B. Vorschaubilder in einer Suchergebnisliste oder einer Verlinkung – ab einer Auflösung von 128 × 128 Pixel eine Lizenz des Urhebers voraussetzen. Diese Regelung soll nicht für private Anwender gelten. Weiterhin sollen Überschriften sowie Video- und Musikausschnitte von bis zu drei Sekunden Länge ohne eine zusätzliche Lizenz verwendet werden können.
Im zweiten Diskussionsentwurf vom 24. Juni 2020 wurde die Schaffung eines neuen Gesetzes über die urheberrechtliche Verantwortlichkeit von Diensteanbietern für das Teilen von Online-Inhalten (Urheberrechts-Diensteanbieter-Gesetz – UrhDaG) vorgeschlagen und der Einsatz von Upload-Filtern konkretisiert. Diese sollen zwar einerseits laut Bundesjustizministerin Christine Lambrecht (SPD) „weithin überflüssig“ gemacht werden, andererseits will man aber „maschinell überprüfbare“ starre Bagatellgrenzen für die nicht kommerzielle Nutzung von Werken einführen. Diese sollen hierbei bei „bis zu 20 Sekunden je eines Films oder Laufbildes“, „bis zu 20 Sekunden je einer Tonspur“, „bis zu 1000 Zeichen je eines Textes“ sowie Lichtbildern oder Grafiken „mit einem Datenvolumen von bis zu 250 Kilobyte“ liegen. Die Urheber sollen für die Nutzung ihrer Werke innerhalb der Bagatellgrenzen den Plattformbetreibern gegenüber einen Vergütungsanspruch erhalten. Darüber hinaus sollen Plattformbetreiber entsprechend Artikel 17 der Richtlinie von Rechteinhabern beanstandete Inhalte nicht nur entfernen, sondern auch für zukünftige Nutzungen sperren müssen. Dies gilt ebenso für Inhalte, für die die Rechteinhaber „die hierfür erforderlichen Informationen“ zur Sperrung bereits vorab zur Verfügung gestellt haben. Nutzer sollen des Weiteren durch ein „Pre-Flagging“ von Uploads anzeigen können, dass es sich bei ihren Beiträgen um legale Uploads handelt und für das Anfertigen von Karikaturen, Parodien und Pastiches soll eine neue Schrankenregelung eingeführt werden. Auch sollen sich Plattformbetreiber darüber hinaus verstärkt um Pauschallizenzen von Verwertungsgesellschaften bemühen.
Am 13. Oktober 2020 legte das Ministerium einen Referentenentwurf vor, zu dem verschiedene Verbände Stellungnahmen abgaben.
Am 3. Februar 2021 verabschiedete die Bundesregierung einen Gesetzentwurf für das Gesetz zur Anpassung des Urheberrechts an die Erfordernisse des digitalen Binnenmarktes, welches neben Änderungen am Urheberrechtsgesetz zur Einführung eines Presseverleger-Leistungsschutzrechts auch das neue Urheberrechts-Diensteanbieter-Gesetz enthält.
Die im ersten Diskussionsentwurf noch vorgesehenen Ausnahmen zur Verwendung von Vorschaubildern mit einer Auflösung von bis zu 128 × 128 Pixel sowie von Überschriften und Video- und Musikausschnitten von bis zu drei Sekunden Länge im Rahmen des Presseverleger-Leistungsschutzrechts sind im Gesetzentwurf entfallen. Erlaubt bleiben sollen allerdings „die private oder nicht kommerzielle Nutzung einer Presseveröffentlichung durch einzelne Nutzer“, „das Setzen von Hyperlinks auf eine Presseveröffentlichung“ sowie „die Nutzung einzelner Wörter oder sehr kurzer Auszüge aus einer Presseveröffentlichung“.
Im Vergleich zum zweiten Diskussionsentwurf wurden die Bagatellgrenzen für die nicht kommerzielle Nutzung von Werken im Rahmen des Urheberrechts-Diensteanbieter-Gesetzes auf „bis zu 15 Sekunden je eines Films oder Laufbildes“, „bis zu 15 Sekunden je einer Tonspur“, „bis zu 160 Zeichen je eines Textes“ sowie Lichtbilder oder Grafiken „mit einem Datenvolumen von bis zu 125 Kilobyte“ reduziert. Zudem darf nun Material innerhalb der Bagatellgrenzen sowie solches, das per „Pre-Flagging“ als gesetzlich erlaubt gekennzeichnet wurde, für eine vorbehaltliche öffentliche Wiedergabe („mutmaßlich erlaubte Nutzung“) nur noch „weniger als die Hälfte eines Werkes eines Dritten oder mehrerer Werke Dritter enthalten“ (ausgenommen sind Abbildungen) und muss mit „anderem Inhalt“ kombiniert worden sein. Darüber hinaus haben die Plattformbetreiber die Rechteinhaber „sofort“ über die öffentliche Wiedergabe mutmaßlich erlaubter Nutzungen zu informieren, damit diese Beschwerde einlegen können, falls es sich hierbei nicht um eine Nutzung im Rahmen von Zitat, Karikatur, Parodie, Pastiche oder „gesetzlich erlaubten Fällen der öffentlichen Wiedergabe nach Teil 1 Abschnitt 6 des Urheberrechtsgesetzes“ handelt. Dem „Pre-Flagging“ von Uploads wurde des Weiteren das Konzept eines „roten Knopfs“ gegenübergestellt, mit dem „vertrauenswürdige Rechtsinhaber“ die öffentliche Wiedergabe von Werken, die in den Bereich der mutmaßlich erlaubten Nutzung fallen, verhindern können, falls dies „die wirtschaftliche Verwertung des Werkes erheblich beeinträchtigt“.
Am 26. März 2021 verabschiedete der Bundesrat eine Stellungnahme zum Gesetzentwurf der Bundesregierung, in der dieser grundsätzlich begrüßt wurde. Am selben Tag wurde zudem erstmals im Bundestag über den Gesetzentwurf debattiert. Parlamentarier aller Oppositionsparteien warfen dabei der Bundesregierung vor, mit dem Gesetzentwurf ihr im Koalitionsvertrag sowie in der im EU-Rat abgegebenen Protokollerklärung gegebenes Versprechen, keine Uploadfilter einführen bzw. diese „nach Möglichkeit verhindern“ zu wollen, gebrochen zu haben.
Am 20. Mai 2021 verabschiedete der Bundestag das Gesetz zur Anpassung des Urheberrechts an die Erfordernisse des digitalen Binnenmarktes, welches ein Leistungsschutzrecht für Presseverleger sowie das neue Urheberrechts-Diensteanbieter-Gesetz enthält. Das Gesetz wurde mit den Stimmen der Großen Koalition aus CDU/CSU und SPD beschlossen, die FDP, die Linke und die AfD stimmten dagegen, die Grünen enthielten sich. Am 28. Mai 2021 wurde das Gesetz vom Bundesrat gebilligt.
Im Vergleich zum Gesetzentwurf wurde in der finalen Version klargestellt, dass Zitate auch innerhalb des Anwendungsbereichs des Urheberrechts-Diensteanbieter-Gesetzes vergütungsfrei bleiben sowie Diensteanbieter für die Zeit der öffentlichen Wiedergabe von mutmaßlich erlaubten Nutzungen während eines laufenden Beschwerdeverfahrens von ihrer urheberrechtlichen Haftung befreit werden. Des Weiteren wurde noch eine Klausel eingefügt, wonach der Upload von Filmwerken oder Laufbildern (insbesondere von Übertragungen von Sportveranstaltungen) bis zum Abschluss ihrer erstmaligen öffentlichen Wiedergabe auf Antrag des Rechtsinhabers uneingeschränkt blockiert werden kann.

### Österreich
Das österreichische Justizministerium arbeitete eine Umsetzung ins nationale Recht im Austausch mit Stakeholdern und Experten aus. Die Umsetzungsfrist wurde dabei allerdings um mehrere Monate verpasst. Am 3. September 2021 schickte das Ministerium schließlich seinen Gesetzesentwurf in Begutachtung; die Möglichkeit zur Stellungnahme im vorparlamentarischen Begutachtungsverfahren war bis zum 13. Oktober 2021 gegeben.
Die österreichische Umsetzung der Richtlinie enthält die bereits aus der deutschen Umsetzung bekannten Konzepte des „Pre-Flaggings“ sowie der Bagatellgrenzen in leicht abgeänderter Form („15 Sekunden je eines Films oder Laufbildes, 15 Sekunden einer Tonspur, 160 Zeichen je eines Textes, oder ein Lichtbild oder eine Grafik mit einem Datenvolumen von jeweils 250 Kilobyte“), wobei allerdings die Urheber im Gegensatz zur deutschen Umsetzung den Plattformbetreibern gegenüber keinen Vergütungsanspruch für die Nutzung ihrer Werke innerhalb der Bagatellgrenzen erhielten, was von österreichischen Künstlerverbänden teils heftig kritisiert wurde.
Am 16. Dezember 2021 beschloss der Nationalrat die entsprechende Urheberrechtsnovelle, welche am 22. Dezember 2021 vom Bundesrat bestätigt wurde.